# Sint-Adalbertkerk (Kościelec)
De Sint-Adalbertkerk (Pools: Kościół św. Wojciecha w Kościelcu) is een 13e-eeuwse kerk in Kościelec in de Poolse woiwodschap Klein-Polen. Het bouwwerk is een beschermd architectonisch monument.
De van oorsprong laat-romaanse kerk is in 1231 door de bisschop Wisław Zabawa gesticht. Dat de kerk toen al van steen was gebouwd is uniek voor die tijd. Het interieur bestaat onder andere uit een orgel uit 1673, geschonken door aartsdiaken Władysław Opacki.

## Galerij

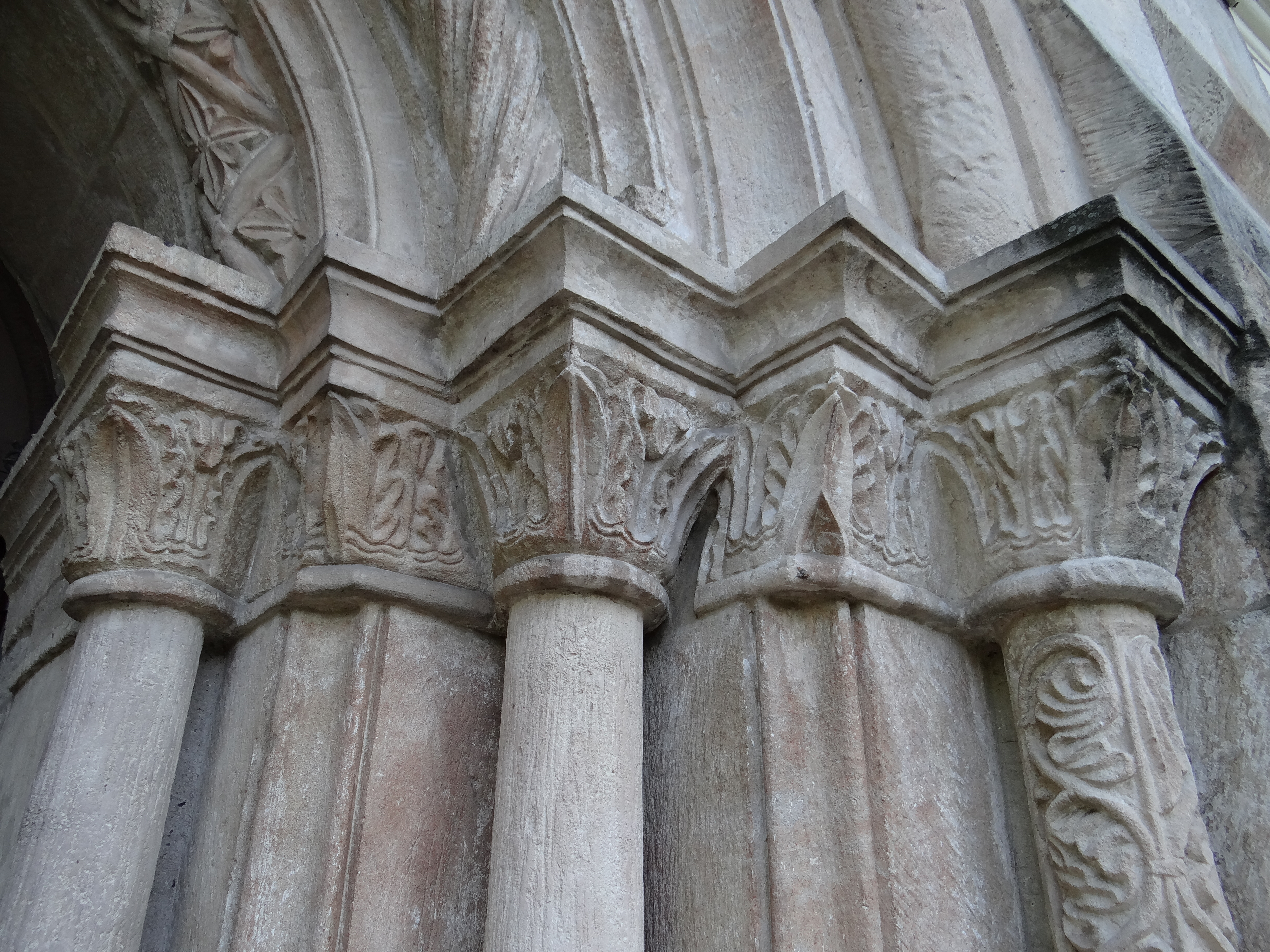
Detail romaans portaal
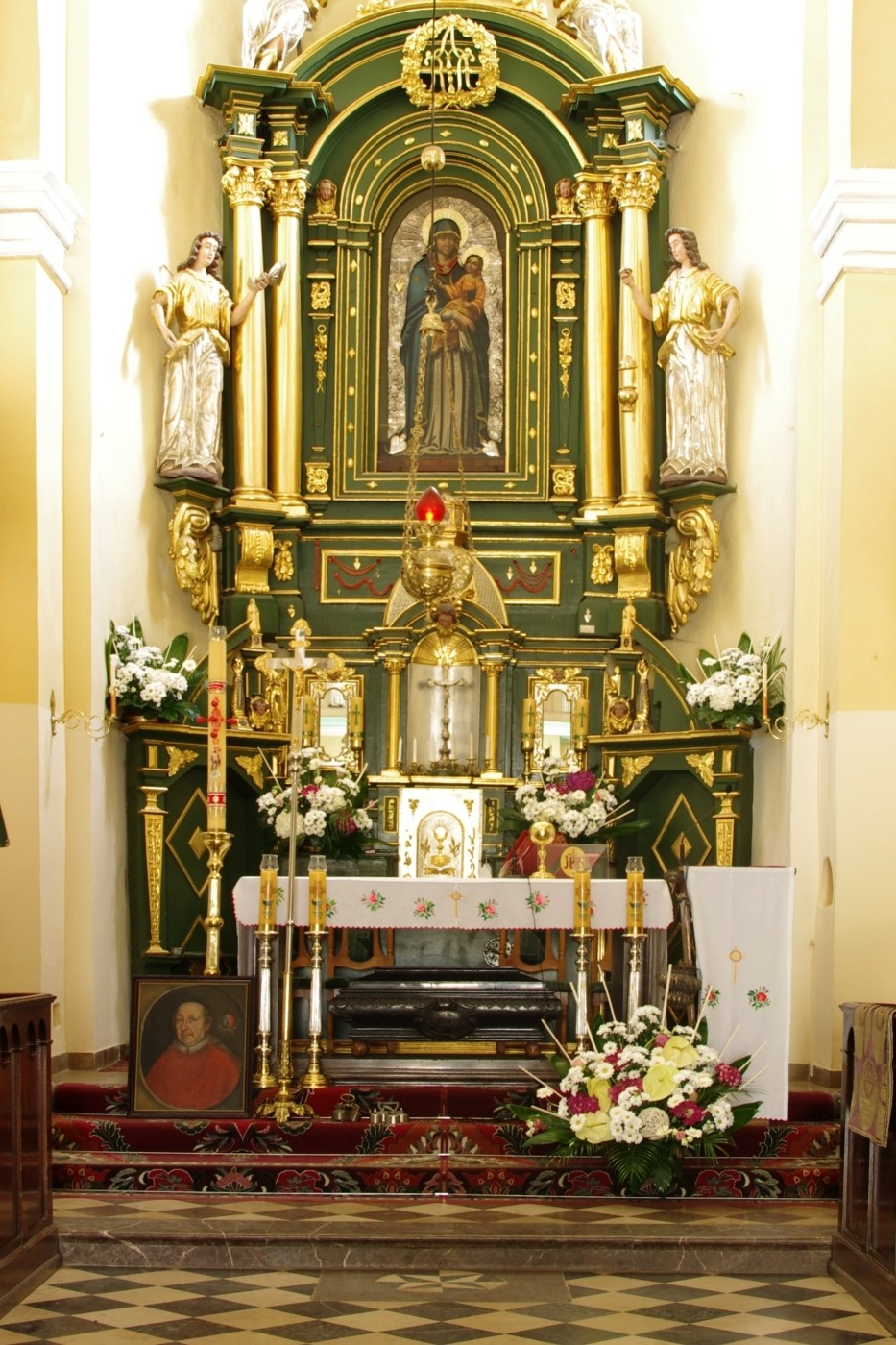
17e-eeuwse altaar
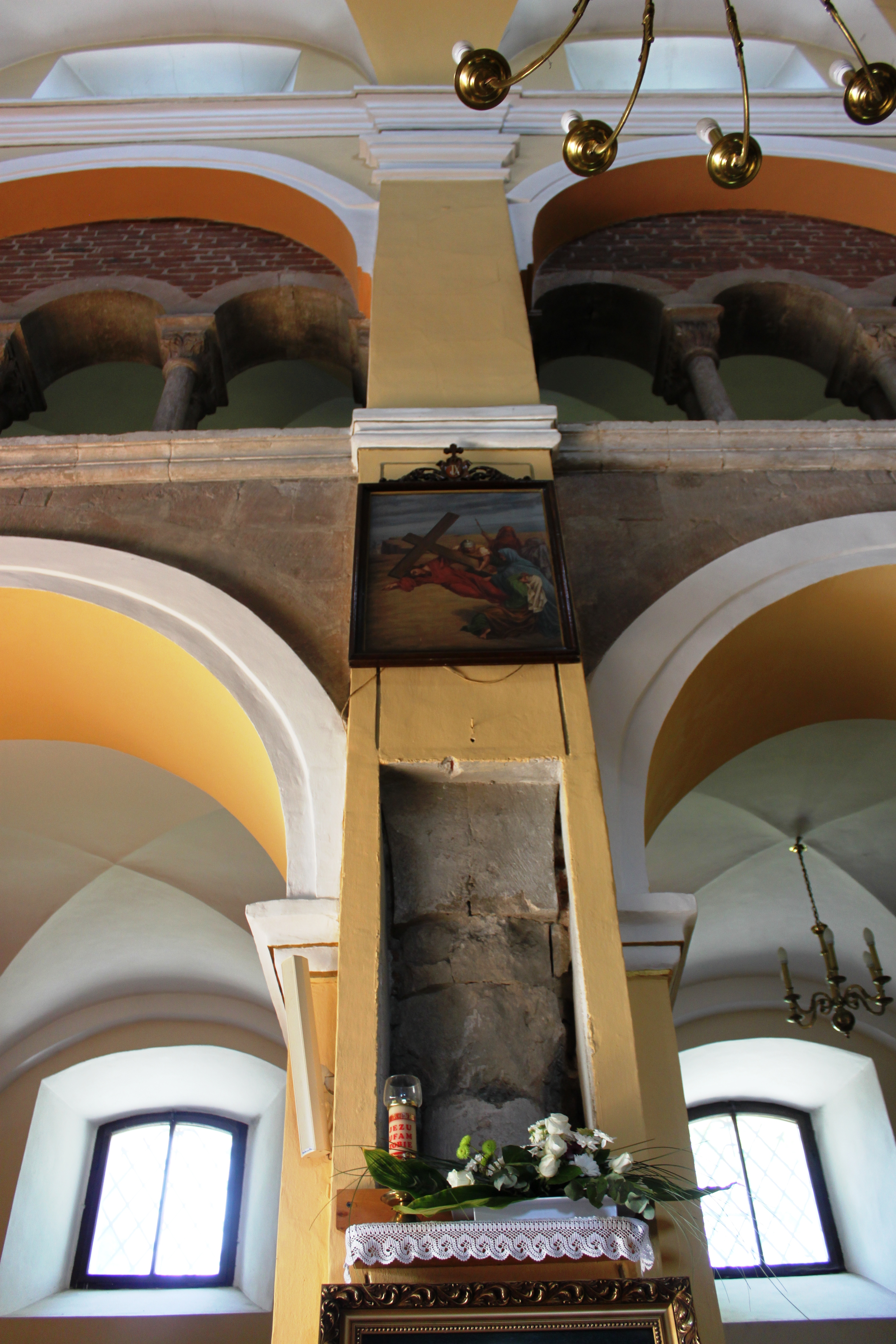
Verschillende bouwstijlen
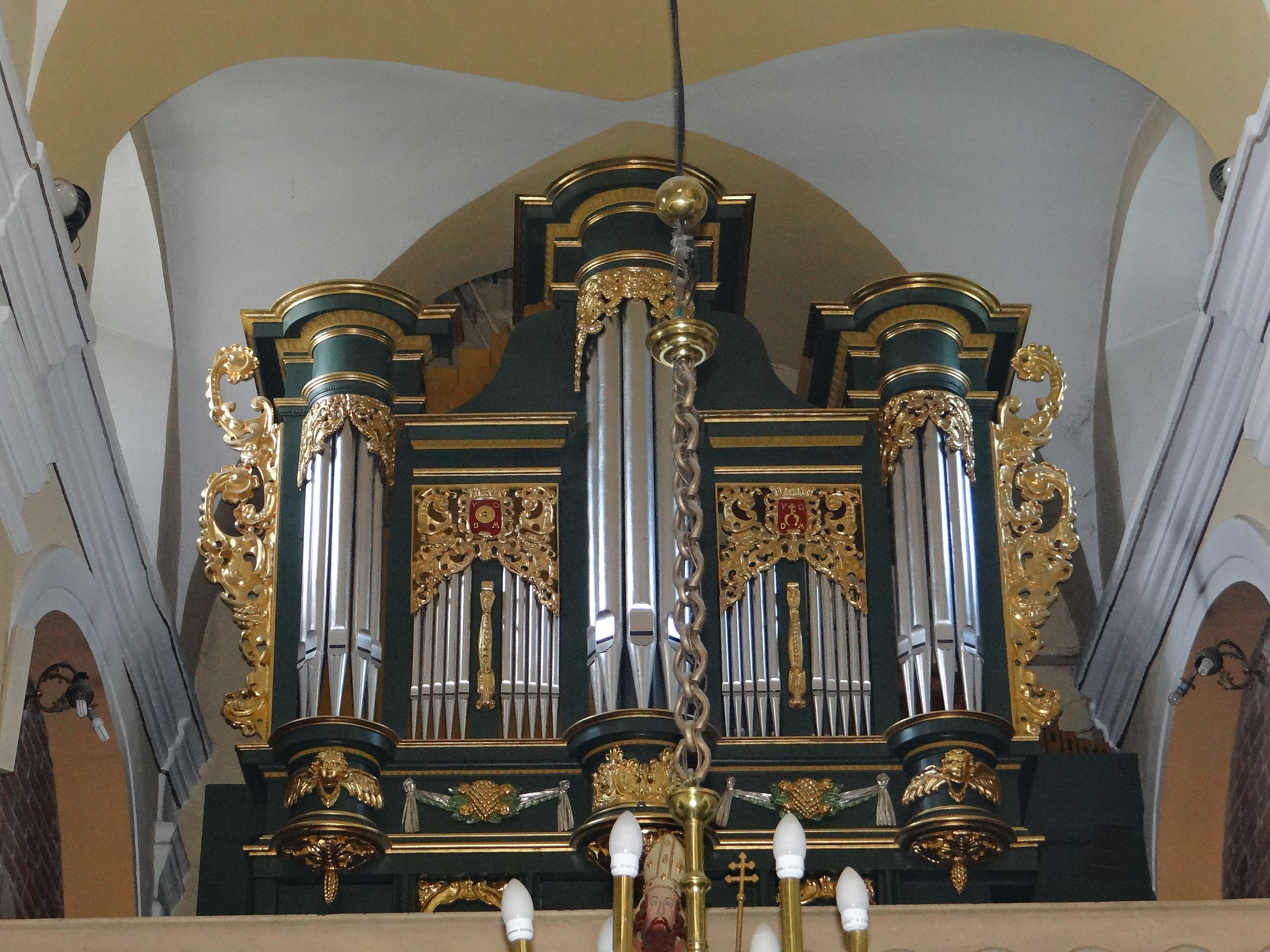
17e-eeuwse orgel